# 2018 LoL KeSPA컵
2018 LoL KeSPA컵은 2018년 열린 리그 오브 레전드 대회이다.

## 팀별 성적
- 우승-그리핀[1]
- 준우승-Gen.G
- 4강-KT 롤스터, 담원 게이밍
- 2라운드 8강-SKT T1, 아프리카 프릭스, 킹존 드래곤X, GC부산 라이징스타
- 1라운드 8강-진에어 그린윙스, bbq 올리버스, 샌드박스 게이밍, KeG서울
- 1라운드 16강-MVP, APK프린스, ES샤크스, KeG경기(기권), 한화생명e스포츠, RGA, 위너스, 브리온 블레이드